# Peter Freil
Peter Erik Freil (* 24. September 1947; † 7. August 2022) war ein dänischer Basketballtrainer und -spieler.

## Laufbahn
Als Spieler gewann der 1,91 Meter große Freil fünf dänische Meistertitel. Die ersten beiden errang er 1966 und 1967 mit der Mannschaft SISU. Er gewann dann 1970 mit Virum die Meisterschaft, anschließend spielte er wieder für SISU, mit dem Verein wurde er 1972, 1973 abermals Meister. 1975 verließ er SISU. Er bestritt zwischen 1966 und 1974 eine Gesamtzahl von 60 Länderspielen für Dänemark. Beim Verein BK Amager gehörte er zeitweise dem Vorstand an.
Trainertätigkeiten übte Freil bei BK Amager, Falcon, SISU, beim Stevnsgade Basketball Klub, beim Hørsholm Basketball Klub, bei BMS Herlev, Værløse/Farum und BF Kopenhagen aus. Er führte seine Mannschaften zu insgesamt sechs dänischen Meistertiteln. Mit vier Vereinen gewann er des Weiteren insgesamt fünfmal den dänischen Pokalwettbewerb. In der Saison 1984/85 trat SISU unter seiner Leitung im Europapokal der Landesmeister an, schied dort in der ersten Runde nach zwei deutlichen Niederlagen gegen Virtus Rom aus. Freil betätigte sich ebenfalls als Basketballschiedsrichter, beruflich war er in Kopenhagen Lehrer an einer Schule für Menschen mit Leseschwäche.
Seine Tochter Tine Freil war ebenfalls Basketballnationalspielerin, sie gehörte zu seinen Spielerinnen, als er SISUs Frauen als Trainer betreute.